# (1556) Wingolfia
(1556) Wingolfia es un asteroide perteneciente al cinturón exterior de asteroides descubierto por Karl Wilhelm Reinmuth desde el observatorio de Heidelberg-Königstuhl, Alemania, el 14 de enero de 1942.

## Designación y nombre
Wingolfia fue designado inicialmente como 1942 AA.
Posteriormente se nombró por la fraternidad Wingolf de la Universidad de Heidelberg.

## Características orbitales
Wingolfia orbita a una distancia media de 3,428 ua del Sol, pudiendo alejarse hasta 3,802 ua y acercarse hasta 3,054 ua. Su inclinación orbital es 15,75° y la excentricidad 0,1091. Emplea 2318 días en completar una órbita alrededor del Sol.